# Aurel Voss
Aurel Voss (Altona, Confederación Germánica, 7 de diciembre de 1845 – Múnich, Alemania, 19 de abril de 1931) fue un matemático alemán, conocido por sus contribuciones a la geometría y la mecánica. Ejerció como presidente de la Deutsche Mathematiker-Vereinigung en 1898. Entre 1902 y 1923 fue profesor en la Universidad de Múnich, tras lo cual permaneció en la institución como profesor emérito.
En 1880, publicó una versión de las identidades de Bianchi contractas.